# Cantone delle Due Sevi
Il cantone delle Due Sevi (in francese Canton des Deux-Sevi) era una divisione amministrativa dell'arrondissement di Ajaccio
A seguito della riforma approvata con decreto del 24 febbraio 2014, che ha avuto attuazione dopo le elezioni dipartimentali del 2015, è stato soppresso.
I 9 comuni facenti parte prima della riforma del 2014 erano:
- Cargese
- Cristinacce
- Evisa
- Marignana
- Osani
- Ota
- Partinello
- Piana
- Serriera